# Mouvement de la Fourmi Blanche
Le mouvement de la Fourmi Blanche ou Fourmi blanche (Movimento da Formiga Branca) fut le nom d'une organisation semi-clandestine portugaise qui a agi dans l'ombre du Parti républicain portugais, puis du Parti démocrate qui en est issu, ainsi que d'autres organisations radicales de la gauche républicaine. Cette organisation fonctionna comme une véritable police politique secrète.
Elle fut créée en 1913, après la révolte radicale du 27 avril de cette même année, sous le gouvernement d'Afonso Costa. Elle avait comme objectif de servir de garde prétorienne au parti et de garantir la sécurité de ses leaders. Cette structure, informelle et semi-clandestine, fut créée autour des éléments les plus radicaux, dont de nombreux charbonniers, qui avaient intégré les anciens bataillons de Volontaires de la République. Son organisation fut confiée à Daniel Rodrigues, gouverneur civil de Lisbonne et frère du ministre de l'Intérieur de l'époque, Rodrigo Rodrigues.

## Fondation
La création d'un tel mouvement s'explique d'abord par le climat de violence qui était celui de la 1re République Portugaise, violence entre partis mais aussi à l'intérieur des partis. Ceux-ci n'hésitent pas à faire usage de la violence. Les attentats à la bombe deviennent monnaie courante à cette époque.   
Le parti républicain portugais au pouvoir n'échappe pas à la situation. Les divisions internes seront même à l'origine de la fin prématurée de cette première république. De fait, un an après sa proclamation, le parti se divise entre les partisans de Manuel de Arriaga et ceux de Afonso Costa. Cette division donne naissance à trois entités distinctes: 
- le Parti républicain évolutionniste de António José de Almeida. Il était soutenu par le célèbre journal "República"
- le parti de l'union républicaine de Brito Camacho soutenu par le journal "A Luta".
- le parti démocrate de Afonso Costa, à la tête du "vieux" parti républicain fondé en 1876 et soutenu par le journal "o Mundo".

Un mouvement insurrectionnel mené par Machado dos Santos, le 27 avril 1913, détermina la création d'une structure armée capable de protéger le parti républicain et les membres du gouvernement. Daniel Rodrigues, gouverneur civil de Lisbonne et frère du Ministre de l'Intérieur de l'époque fut chargé de son organisation. Les membres furent recrutés parmi les Carbonaris les plus virulents et les anciens Volontaires de la République. 
Le mouvement se transforma rapidement en un véritable service de police politique, avec son propre réseau d'informateurs et de dénonciateurs, des agents capables de réaliser des actions violentes contre les organisations adverses, de mettre en place des barrages routiers et d'intimider leurs adversaires. 
Machado Santos ne tarda pas à dénoncer cette organisation dans les pages de O Intransigente. Le journal fut bientôt victime d'une attaque de la Fourmi Blanche. Une organisation similaire fut alors créée en réaction: la Fourmi Noire.
Durant toute la période de la première République, la Fourmi Blanche interviendra pour effectuer les basses besognes autour d'Afonso Costa et de son parti. Tout en niant son existence légale, ce dernier affirma: "la vérité c'est que la Fourmi Blanche, en tant qu'association ou institution révolutionnaire, n'existe pas. Ce qu'on appelle Fourmi Blanche n'est rien d'autre que le peuple attaché à la République, aujourd'hui comme au 5 octobre, et qui, du fait de cet attachement la protège et la défend avec un excès de zèle (...)Le Parti Républicain Portugais est et se doit d'être, un parti populaire, au sens propre du terme".

## Démantèlement
Après le coup d'État du 28 mai 1926, la Fourmi Blanche va peu à peu être démantelée.